# 나오미 스니커스
나오미 스니커스(영어: Naomi Snieckus, 1974년 2월 24일 ~ )는 캐나다의 배우이다.

## 영화
- 러브 오브 마이 라이프 (2017년)
- 키스 앤드 크라이 (2017년)
- 콜드 블러디드 (2012년)
- 쏘우 3D (2010년) - 니나 역